# 西鉄香椎駅
西鉄香椎駅（にしてつかしいえき）は、福岡県福岡市東区香椎駅前二丁目にある西日本鉄道（西鉄）貝塚線の駅。駅番号はNK05。当線唯一の管理駅で、松本清張原作の小説『点と線』に登場することでも知られる。
車内放送では「西鉄香椎、香椎」と案内される。

## 歴史
- 1924年（大正13年）5月23日：博多湾鉄道汽船の新香椎駅として開業。
- 1942年（昭和17年）9月19日：博多湾鉄道汽船が九州電気軌道（のちの西日本鉄道）に合併される。
- 1950年（昭和25年）5月15日：西鉄香椎駅に改称。
- 2006年（平成18年）5月14日：香椎副都心土地区画整理事業により高架駅へ切り替え[1]。
- 2017年（平成29年）2月1日：駅ナンバリングを導入[2]。
- 2017年（平成29年）8月：西鉄香椎駅前広場供用開始

## 駅構造
島式ホーム1面2線を有する高架駅。ホームの有効長は3両分であるが、将来の6両化に備えてホームの延長が容易な構造となっている。
自動改札機、エレベーター、エスカレーターあり。1階には定期券販売所もある。
のりば
| 乗り場 | 路線    | 行先           |
| ------ | ------- | -------------- |
| 1      | ■貝塚線 | 和白・新宮方面 |
| 2      | ■貝塚線 | 千早・貝塚方面 |

## 利用状況
2024年度の1日平均乗降人員は4,594人である。近くにJR香椎駅（2021年度の1日平均乗車人員：11,321人）があり快速や特急の一部も停車するため、JR香椎駅のほうに利用客は偏っている（JR九州の駅で常に10位以内）。またJR千早駅が開業した現在でも、当駅でのJRとの乗り換え客は少なからず存在する。各年度の1日平均乗車および乗降人員は下表のとおり。
| 年度   | 1日平均 乗車人員 | 1日平均 乗降人員 |
| ------ | ---------------- | ---------------- |
| 1996年 | 3,625            | 7,803            |
| 1997年 | 3,356            | 7,189            |
| 1998年 | 3,110            | 6,682            |
| 1999年 | 3,044            | 6,189            |
| 2000年 | 2,874            | 5,879            |
| 2001年 | 2,734            | 5,512            |
| 2002年 | 2,644            | 5,296            |
| 2003年 | 2,380            | 4,760            |
| 2004年 | 2,101            | 4,203            |
| 2005年 | 1,989            | 3,978            |
| 2006年 | 1,874            | 3,745            |
| 2007年 | 1,680            | 3,365            |
| 2008年 | 1,603            | 3,205            |
| 2009年 | 1,540            | 3,079            |
| 2010年 | 1,592            | 3,185            |
| 2011年 | 1,623            | 3,250            |
| 2012年 | 1,589            | 3,176            |
| 2013年 | 1,636            | 3,271            |
| 2014年 | 1,685            | 3,371            |
| 2015年 | 1,765            | 3,526            |
| 2016年 | 1,860            | 3,715            |
| 2017年 | 1,970            | 3,930            |
| 2018年 | 2,022            | 4,045            |
| 2019年 | 2,055            | 4,108            |
| 2020年 |                  | 3,306            |
| 2021年 |                  | 3,538            |
| 2022年 |                  | 3,925            |
| 2023年 |                  | 4,226            |
| 2024年 |                  | 4,594            |

## 駅周辺
駅周辺では、香椎副都心土地区画整理事業による大規模な再開発が進められている。
- JR九州香椎駅 - 鹿児島本線・香椎線
- 福岡女子大学
- 九州産業大学
- 福岡県立香住丘高等学校
- 福岡県立香椎高等学校
- 福岡県立香椎工業高等学校
- 九州産業大学附属九州高等学校
- 福岡市立香椎小学校
- 福岡市東部農業協同組合香椎支店
- 国道3号
- 香椎出入口 - 福岡高速1号線
- にしてつストア 香椎店
- イオンモール香椎浜

## バス路線
駅前広場完成に伴い、2017年8月26日より西鉄香椎始発着の路線バスが乗り入れを開始された。

### 西鉄香椎バス停（駅前広場ロータリー）
| 停留所                   | 系統 | 経由                           | 行き先 |
| 香椎浜・県庁・博多駅方面 | ■29  | 香椎・香椎浜海岸通・名島・県庁 | 博多駅 |

### 西鉄香椎駅前バス停
| 停留所                     | 系統                | 経由                                            | 行き先          |
| 香椎浜・天神・大濠公園方面 | ■23                 | 香椎・名島・昭和通                              | 天神三丁目 (15) |
| 香椎浜・天神・大濠公園方面 | ■23B                | 香椎・都市高速（香椎浜 - 呉服町）・昭和通       | 天神三丁目 (15) |
| 香椎浜・天神・大濠公園方面 | ■23B                | 香椎・都市高速（香椎浜 - 呉服町）・昭和通・天神 | 大濠公園        |
| 香椎浜・天神・大濠公園方面 | ■23N                | 香椎・都市高速（名島 - 呉服町）・昭和通・天神   | 大濠公園        |
| 下原方面                   | ■23・23B・23N・無番 |                                                 | 下原            |

## その他
高架駅移転まで、開業時からの駅舎が残っていた。また、西鉄全線で唯一大正時代ならびに戦前建築の駅舎であった。
現在のJR香椎駅も、博多湾鉄道汽船が西日本鉄道に統合され、同社糟屋線となった1942年9月19日から、糟屋線が国有化され香椎線となる前日の1944年4月30日までは西日本鉄道の路線が乗り入れる駅であった。

## 隣の駅
西日本鉄道
■貝塚線
香椎宮前駅（NK04） - 西鉄香椎駅（NK05） - 香椎花園前駅（NK06）